# Болле, Карл Август
Карл А́вгуст Бо́лле (нем. Carl August Bolle или нем. Karl August Bolle, или нем. Karl Bolle, 21 ноября 1821 — 17 февраля 1909) — немецкий ботаник, натуралист (естествоиспытатель), орнитолог, писатель и коллекционер.

## Биография
Карл Август Болле родился в районе Шёнеберг 21 ноября 1821 года.
С 1841 года он изучал медицину и естествознание в Берлинском университете имени Гумбольдта и в Боннском университете. В 1852 году и 1856 году Карл Август Болле посетил Кабо-Верде и Канарские острова. В 1857 году он написал работу «Mein zweiter Beitrag zur Vogelkunde der Canarischen Inseln».
Карл Август Болле умер в Берлине 17 февраля 1909 года.

## Научная деятельность
Карл Август Болле специализировался на папоротниковидных, мохообразных и на семенных растениях.

## Научные работы
- Mein zweiter Beitrag zur Vogelkunde der Canarischen Inseln. 1857.